# Stigma (bướm đêm)
Stigma là một chi bướm đêm thuộc họ Geometridae.

## Các loài
- Stigma atraria
- Stigma kuldschaensis
- Stigma negrita